# Allenatori del Manchester City Football Club

Pep Guardiola è l'attuale e il più vincente allenatore del Manchester City, con 18 trofei vinti

Questo è un elenco cronologico dei manager del Manchester City, composto da tutti coloro che hanno ricoperto la carica di allenatore per la prima squadra del Manchester City Football Club e i predecessori del club West Gorton (St. Marks) e Ardwick. Nell'era della Football League il club ha nominato 34 allenatori; compresi gli allenatori pre-campionato e temporanei, più di 40 uomini hanno avuto la responsabilità della selezione della squadra.
Il manager in servizio più longevo è stato Wilf Wild, in carica dal 1932 al 1946, per una durata totale di 14 anni 9 mesi. Tuttavia, poiché il mandato di Wild ha coperto l'intera durata della seconda guerra mondiale, in cui non è stato giocato alcun calcio competitivo, non è l'uomo con il maggior numero di partite servite come allenatore. Les McDowall, che è stato in carica dal 1950 al 1963, per un periodo di 13 anni, ha gestito il club per le partite più competitive, per un totale di 592 partite. Ben 240 partite in più di Wild, che è il secondo in questa classifica. L'allenatore del Manchester City di maggior successo in termini di trofei importanti vinti, a partire dal 1º marzo 2020, è Pep Guardiola, che ha vinto 18 trofei in sette anni dal 2016 al 2023. Pep Guardiola è l'attuale allenatore del City.

## Storia

### Gli inizi (1880'-1950')
Nell'era precedente alla Football League, la posizione di allenatore coinvolgeva molti compiti di segreteria, come l'organizzazione delle partite e la manutenzione del terreno del club. Pochi resoconti degli affari fuori campo del club nel 1880 sopravvivono, e non è chiaro chi gestisse il club (allora noto come West Gorton (St. Marks)) tra il 1882 e il 1884. I primi allenatori del club erano anche giocatori; i primi tre allenatori conosciuti (Frederick Hopkinson, Edward Kitchen e Walter Chew) giocarono tutti nella prima partita registrata del West Gorton nel 1880. Nel 1889 il club si era trasferito a Hyde Road e si era ribattezzato Ardwick A.F.C. Sotto la direzione di Lawrence Furniss, il club si unì alla Football League nel 1892 come membro fondatore della Second Division. Furniss divenne presidente un anno dopo, e lui e il suo successore come segretario-manager Joshua Parlby furono responsabili della riforma di Ardwick come Manchester City nel 1894.
Sotto Sam Omerod il club ottenne la promozione nella First Division per la prima volta, e cinque anni dopo Tom Maley divenne il primo allenatore del Manchester City a vincere un trofeo importante, la FA Cup del 1904. Uno scandalo finanziario portò la Federcalcio a sospendere Maley e diciassette giocatori nel 1906, lasciando Harry Newbould con il compito di riunire una squadra improvvisata con breve preavviso. Nel 1912 Ernest Mangnall si unì al City dai rivali locali del Manchester United, ma non fu in grado di replicare il successo che aveva ottenuto con i Reds. Alla partenza di Mangnall nel 1924 i ruoli di segretario e manager furono separati, con David Ashworth nominato manager e Wilf Wild come segretario. Questo accordo continuò durante il periodo di Peter Hodge come manager, anche se i ruoli si fusero di nuovo quando Wild divenne manager nel 1932. Wild divenne il manager più longevo del club, vincendo la FA Cup e il campionato durante i suoi quattordici anni di mandato. Quando Sam Cowan ha sostituito Wild, i ruoli di segretario e manager sono stati separati in modo permanente. Cowan è durato solo una stagione ed è stato sostituito da Jock Thomson. Ha ottenuto la promozione, ma non ha avuto un impatto duraturo ai massimi livelli.

### 1960 - 2000
Les McDowall divenne allenatore nel 1950 e gestì i Blues per più stagioni di campionato rispetto a qualsiasi altro allenatore. Noto per la sua consapevolezza tattica, l'implementazione di McDowall di un sistema noto come Revie Plan ha portato a due apparizioni in finale di FA Cup, una sconfitta nel 1955 e una vittoria nel 1956. McDowall si dimise dopo la retrocessione nel 1963 e il suo assistente George Poyser divenne manager. Poyser si dimostrò inadatto al ruolo di allenatore e fu licenziato nel 1965. Joe Mercer fu nominato e iniziò l'epoca d'oro del club. Mercer divenne l'allenatore di maggior successo del club in termini di trofei vinti, vincendo il campionato, la FA Cup, la Coppa di Lega e la Coppa delle Coppe nei suoi sei anni al timone. Nel corso del tempo, l'assistente di Mercer, Malcolm Allison, cercò sempre più voce in capitolo in questioni non legate all'allenamento e nell'ottobre 1971 prese il controllo esclusivo della prima squadra, con Mercer che divenne "direttore generale".
Durante il periodo di Peter Swales come presidente del Manchester City, il mandato degli allenatori fu spesso breve, poiché tra il 1973 e il 1994 furono nominati undici manager. Il primo di questi era Ron Saunders, dopo che la cattiva salute aveva costretto Johnny Hart a lasciare l'incarico. Saunders è stato licenziato dopo soli sei mesi e il fedele Tony Book è subentrato. Book gestì il club per cinque anni, vincendo la Coppa di Lega nel 1976. Malcolm Allison, che era rientrato nello staff tecnico nel gennaio 1979, fece uno sfortunato ritorno al ruolo di allenatore più tardi quell'anno, un mandato notato più per eccesso finanziario che successo in campo. Altri sei manager (John Bond, John Benson, Billy McNeill, Jimmy Frizzell, Mel Machin e Howard Kendall) furono nominati negli anni '80, nessuno dei quali durò più di tre anni tra una serie di promozioni e retrocessioni. Un aumento dei risultati si è verificato durante la gestione di Peter Reid, il club ha ottenuto il quinto posto consecutivamente, ma un deterioramento del rapporto di Reid con il consiglio ha segnato la fine del suo mandato al club. Brian Horton arrivò da Oxford ai titoli dei giornali scettici di "Brian Who?", ma sviluppò una reputazione per il calcio attraente. Swales è stato sostituito come presidente dall'ex attaccante del City Francis Lee. Lee voleva portare il suo uomo, e nella stagione chiusa del 1995 ha sostituito Horton con Alan Ball, la cui unica stagione intera ha portato alla retrocessione.
Nella stagione 1996-97, anche il tasso di turnover degli anni Swales è stato superato, con cinque manager (tre incarichi permanenti e due custodi) che si sono occupati degli affari della prima squadra nel corso della stagione. Il terzo di questi era Steve Coppell, il manager col mandato più breve nella storia del club, che si è dimesso per motivi di salute dopo 32 giorni da manager. L'ultimo dei cinque, Frank Clark, finì la stagione ma durò poco più a lungo, perdendo il lavoro nel febbraio 1998 con il club sull'orlo della retrocessione in terza divisione del calcio inglese. Joe Royle non è stato in grado di impedire la retrocessione, ma successivamente ha ottenuto due promozioni consecutive per ripristinare lo stato di massima serie, anche se la retrocessione un anno dopo ha portato al suo licenziamento.

### Dal 2000 in poi, l'era Thaksin e l'era Abu Dhabi

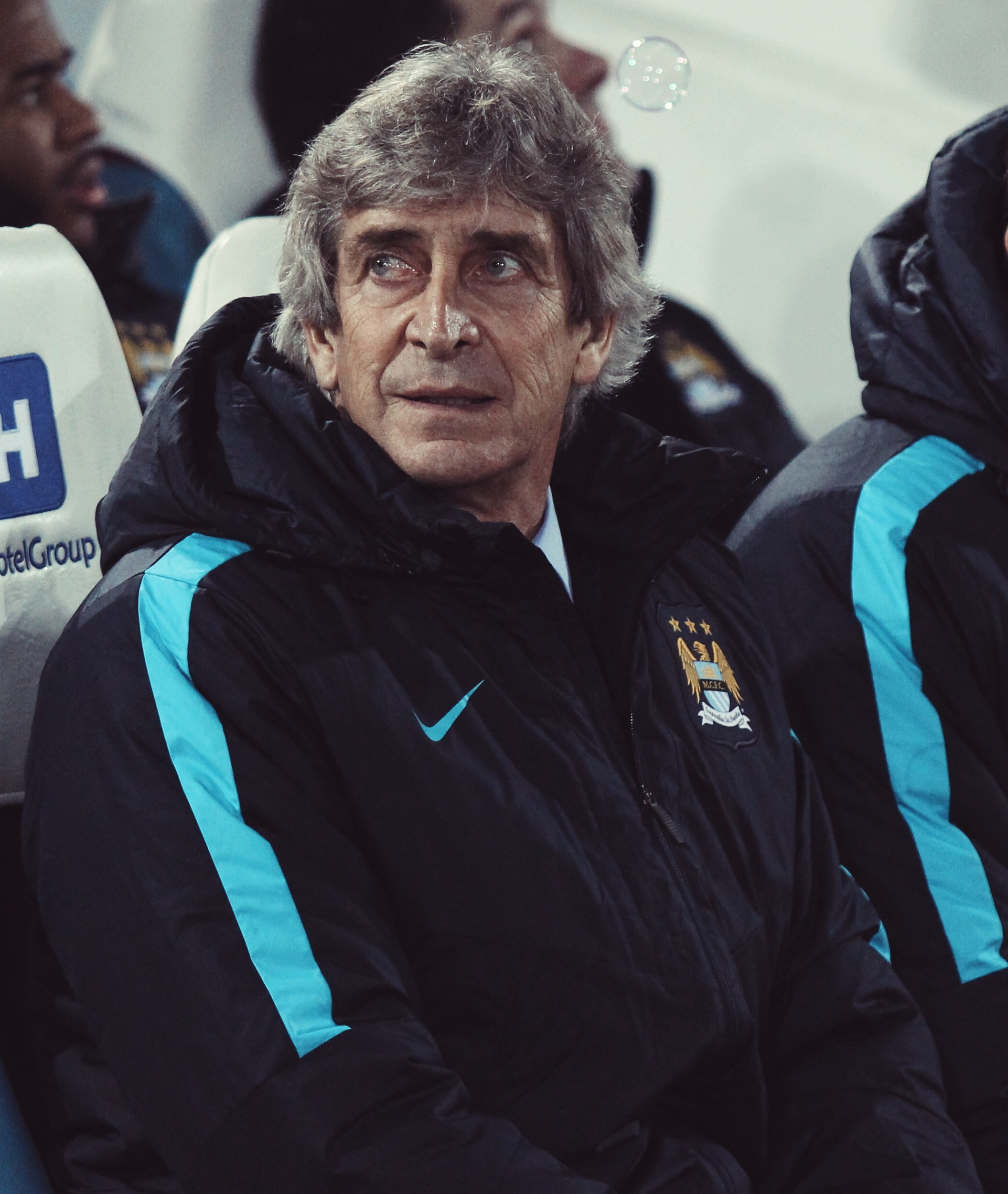
Manuel Pellegrini ha portato il City alle semifinali di UEFA Champions League per la prima volta nel 2016

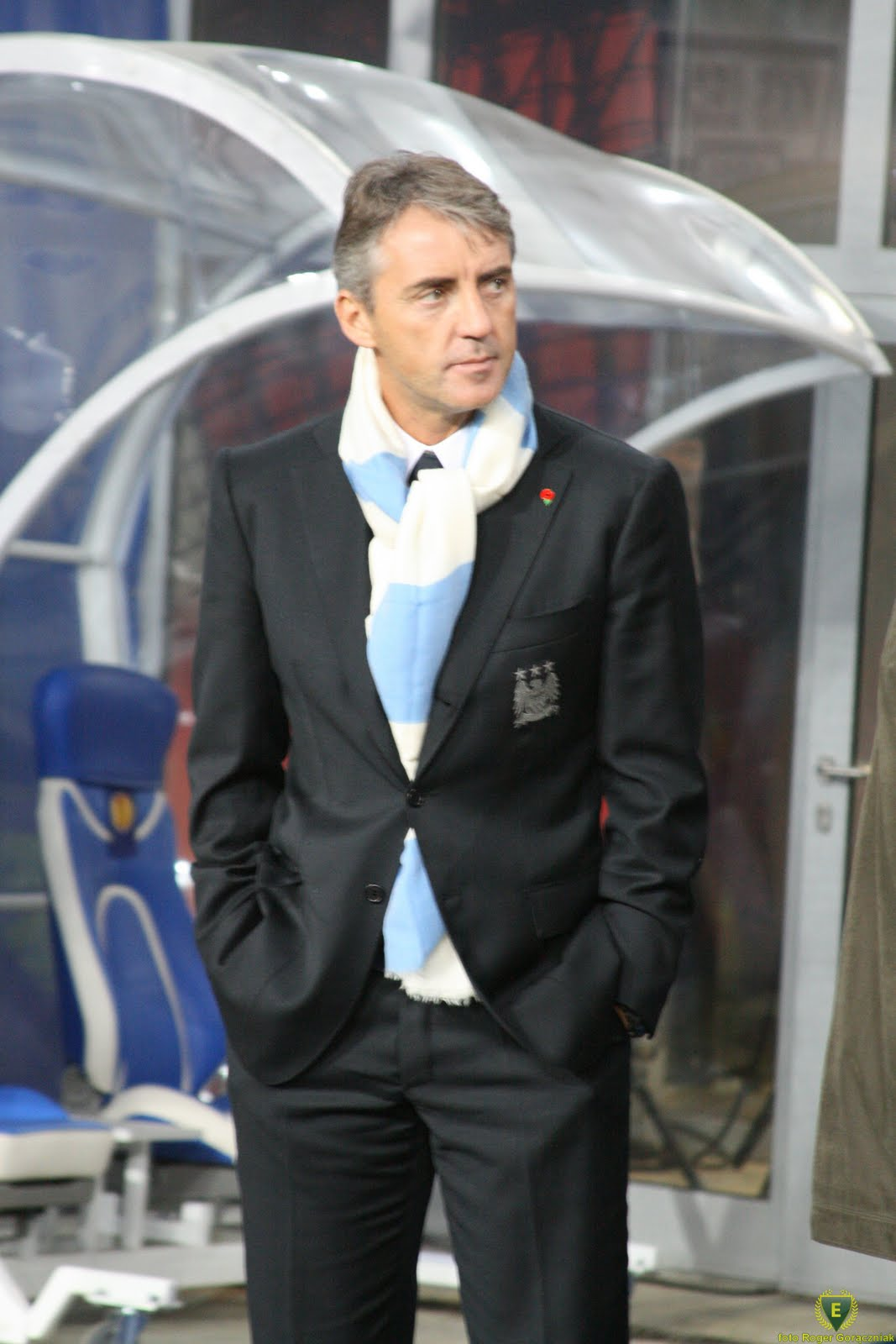
Roberto Mancini ha guidato il City alla vittoria del campionato per la prima volta dopo 44 anni nel 2012

Sotto il sostituto di Royle, Kevin Keegan, il club ha cambiato divisione per la quinta stagione consecutiva, stabilendo record di club per il numero di punti guadagnati e di gol segnati in una stagione. Keegan è rimasto allenatore per il trasferimento del club al City of Manchester Stadium e oltre, rendendolo il manager più longevo dai tempi di Tony Book.
Il 6 luglio 2007, Sven-Göran Eriksson è diventato il primo allenatore non britannico del Manchester City, in sostituzione del licenziato Stuart Pearce, che aveva prestato servizio per due anni dopo un periodo iniziale come custode. Dopo una sola stagione con il club, Eriksson è stato sostituito da Mark Hughes nel giugno 2008. Il 19 dicembre 2009, Mark Hughes è stato licenziato e sostituito dall'italiano Roberto Mancini.
Mancini divenne successivamente uno dei manager di maggior successo del club nell'era moderna e il primo a vincere importanti trofei nazionali dagli anni '70. Tuttavia, dopo 3 stagioni e mezzo in carica, Mancini è stato esonerato il 13 maggio 2013 in seguito alla sconfitta nella finale di FA Cup contro il Wigan Athletic.
Il 14 giugno 2013 Manuel Pellegrini è stato confermato come nuovo allenatore del club dopo aver firmato un contratto triennale ed è stato il terzo allenatore, dopo Roberto Mancini e Brian Kidd (quest'ultimo in qualità di custode), a prendere in carico il City di proprietà del ADUG.
Il 1º febbraio 2016, Pellegrini ha annunciato che, nonostante avesse firmato una proroga del contratto all'inizio della stagione 2015-16, sarebbe partito alla conclusione della sua terza stagione come allenatore, con il suo contratto che terminerà come originariamente previsto al suo arrivo nel 2013. Sarebbe partito dopo aver vinto la Premier League nel 2013-14 e due Coppe di Lega, nel 2013-14 e 2015-16, e avrebbe anche guidato il City alla sua prima semifinale di Champions League nel 2016.
Lo stesso giorno in cui Pellegrini ha annunciato la sua partenza programmata, il City ha annunciato che Pep Guardiola aveva accettato di succedergli come manager, con il suo mandato a partire dal 1º luglio 2016. Nonostante una prima stagione senza trofei nel 2016-17, Guardiola avrebbe portato il City a un successo senza precedenti nelle stagioni 2017-18 e 2018-19. Nel 2017-18, il City ha vinto la Premier League con 100 punti, stabilendo innumerevoli record lungo la strada e vincendo anche la Coppa di lega 2017-18. La stagione successiva, il club è diventato il primo nella storia del calcio inglese a completare un domestic treble vincendo la Premier League, la FA Cup e la Coppa di Lega. Dopo aver vinto l'FA Community Shield 2018 all'inizio della stagione, il City è diventata la prima squadra a vincere tutti e quattro i principali riconoscimenti nazionali inglesi in una stagione e a mantenerli tutti e quattro contemporaneamente. Guardiola è quindi diventato l'allenatore di maggior successo del City nella storia del club: ha vinto fino ad oggi 10 trofei importanti tra campionati e coppe inglesi; e mantenendo una percentuale di vincita superiore al 70%, almeno il 10% in più rispetto a qualsiasi gestore del procedimento. Sulla scena europea, Guardiola ha portato il City a tre quarti di finale di Champions League, una volta agli ottavi ed ha raggiunto la finale nel 2020-21; nella stagione 2022-23 ha vinto la prima UCL della storia del club.

## Allenatori
- 1880-1882  Frederick Hopkinson
- 1882-1884  Jack McGee
- 1884-1887  Kitchen Edward
- 1887-1889  Walter Chew
- 1889-1893  Lawrence Furniss
- 1893-1895  Joshua Parlby
- 1895-1902  Sam Omerod
- 1902-1906  Tom Maley
- 1906-1912  Harry Newbould
- 1912 Commissione
- 1912-1924  Ernest Mangnall
- 1924-1925  David Ashworth
- 1925-1926  Albert Alexander / Commissione
- 1926-1932  Peter Hodge
- 1932-1946  Wilf Wild
- 1946-1947  Sam Cowan
- 1947  Wilf Wild
- 1947-1950  Jock Thomson
- 1950-1963  Les McDowall
- 1963-1965  George Poyser
- 1965 Commissione
- 1965-1971  Joe Mercer
- 1971-1973  Malcolm Allison
- 1973  Johnny Hart
- 1973  Tony Book
- 1973-1974  Ron Saunders
- 1974-1979  Tony Book
- 1979-1980  Malcolm Allison
- 1980  Tony Book
- 1980-1983  John Bond
- 1983  John Benson
- 1983-1986  Billy McNeill
- 1986-1987  Jimmy Frizzell
- 1987-1989  Mel Machin
- 1989  Tony Book
- 1989-1990  Howard Kendall
- 1990-1993  Peter Reid
- 1993  Tony Book
- 1993-1995  Brian Hortonl
- 1996  Asa Hartford
- 1996  Steve Coppell
- 1996  Phil Neal
- 1996-1998  Frank Clark
- 1998-2001  Joe Royle
- 2001-2005  Kevin Keegan
- 2005-2007  Stuart Pearce
- 2007-2008  Sven-Göran Eriksson
- 2008-2009  Mark Hughes
- 2009-2013  Roberto Mancini
- 2013  Brian Kidd
- 2013-2016  Manuel Pellegrini
- 2016-oggi  Josep Guardiola

## Statistiche
Aggiornato il 6 luglio 2025.
| Nome                          | Nazionalità | Dal               | Al                | G   | V   | N   | P   | % V     | Note |
| ----------------------------- | ----------- | ----------------- | ----------------- | --- | --- | --- | --- | ------- | ---- |
| Frederick Hopkinson           | Inghilterra | 1880              | 1882              | -   | -   | -   | -   | -       | -    |
| Jack McGee                    | Irlanda     | 1882              | 1884              | -   | -   | -   | -   | -       | -    |
| Kitchen Edward                | Inghilterra | 1884              | 1887              | -   | -   | -   | -   | -       | -    |
| Walter Chew                   | Inghilterra | 1887              | 1889              | -   | -   | -   | -   | -       | -    |
| Lawrence Furniss              | Inghilterra | agosto 1889       | maggio 1893       | 26  | 10  | 4   | 12  | 38,46   | -    |
| Joshua Parlby                 | Inghilterra | agosto 1893       | maggio 1895       | 59  | 22  | 5   | 32  | 37,29   | -    |
| Sam Omerod                    | Inghilterra | agosto 1895       | luglio 1902       | 240 | 111 | 50  | 79  | 46,25   | -    |
| Tom Maley                     | Scozia      | luglio 1902       | luglio 1906       | 150 | 89  | 22  | 39  | 59,33   | -    |
| Harry Newbould                | Inghilterra | luglio 1906       | luglio 1912       | 245 | 93  | 61  | 91  | 37,96   | -    |
| Commissione                   | -           | luglio 1912       | settembre 1912    | 2   | 2   | 0   | 0   | 100,00& | -    |
| Ernest Mangnall               | Inghilterra | 9 settembre 1912  | giugno 1924       | 350 | 151 | 117 | 82  | 43,14   | -    |
| David Ashworth                | Inghilterra | luglio 1924       | 14 novembre 1925  | 59  | 20  | 13  | 26  | 33,90   | -    |
| Albert Alexander/ Commissione | Inghilterra | 16 novembre 1925  | 26 aprile 1926    | 31  | 13  | 8   | 10  | 41,94   | -    |
| Peter Hodge                   | Scozia      | 26 aprile 1926    | 12 marzo 1932     | 261 | 122 | 59  | 80  | 46,74   | -    |
| Wilf Wild                     | Inghilterra | 14 marzo 1932     | 1 dicembre 1946   | 352 | 158 | 71  | 123 | 44,89   | -    |
| Sam Cowan                     | Inghilterra | 2 dicembre 1946   | 30 giugno 1947    | 30  | 20  | 6   | 4   | 66,67   | -    |
| Wilf Wild                     | Inghilterra | agosto 1947       | novembre 1947     | 16  | 5   | 5   | 6   | 31,25   | -    |
| Wilf Wild                     | Inghilterra | Totale            | Totale            | 368 | 163 | 76  | 129 | 44,29   |      |
| Jock Thomson                  | Scozia      | novembre 1947     | febbraio 1950     | 115 | 35  | 35  | 45  | 30,43   | -    |
| Les McDowall                  | Scozia      | giugno 1950       | maggio 1963       | 592 | 220 | 127 | 245 | 37,16   | -    |
| George Poyser                 | Inghilterra | 12 luglio 1963    | aprile 1965       | 89  | 38  | 17  | 34  | 42,70   | -    |
| Commissione                   | -           | aprile 1965       | maggio 1965       | 5   | 1   | 3   | 1   | 20,00   | -    |
| Joe Mercer                    | Inghilterra | 13 luglio 1965    | 7 ottobre 1971    | 340 | 149 | 94  | 97  | 43,82   | -    |
| Malcolm Allison               | Inghilterra | 7 ottobre 1971    | 30 marzo 1973     | 78  | 32  | 21  | 25  | 41,03   | -    |
| Johnny Hart                   | Inghilterra | 30 marzo 1973     | 22 ottobre 1973   | 22  | 11  | 5   | 6   | 50,00   | -    |
| Tony Book                     | Inghilterra | 23 ottobre 1973   | 22 novembre 1973  | 7   | 2   | 3   | 2   | 28,57   | -    |
| Ron Saunders                  | Inghilterra | 22 novembre 1973  | 12 aprile 1974    | 29  | 10  | 9   | 10  | 34,48   | -    |
| Tony Book                     | Inghilterra | 12 aprile 1974    | luglio 1979       | 269 | 114 | 75  | 80  | 42,38   | -    |
| Malcolm Allison               | Inghilterra | 16 luglio 1979    | 8 ottobre 1980    | 60  | 15  | 20  | 25  | 25,00   | -    |
| Malcolm Allison               | Inghilterra | Totale            | Totale            | 138 | 47  | 41  | 50  | 34,06   |      |
| Tony Book                     | Inghilterra | 9 ottobre 1980    | 16 ottobre 1980   | 1   | 0   | 0   | 1   | &0,00   | -    |
| John Bond                     | Inghilterra | 17 ottobre 1980   | 3 febbraio 1983   | 123 | 51  | 32  | 40  | 41,46   | -    |
| John Benson                   | Scozia      | 3 febbraio 1983   | 7 giugno 1983     | 17  | 3   | 2   | 12  | 17,65   | -    |
| Billy McNeill                 | Scozia      | 30 giugno 1983    | 20 settembre 1986 | 156 | 63  | 42  | 51  | 40,38   | -    |
| Jimmy Frizzell                | Scozia      | 21 settembre 1986 | maggio 1987       | 42  | 10  | 12  | 20  | 23,81   | -    |
| Mel Machin                    | Inghilterra | maggio 1987       | 29 novembre 1989  | 130 | 59  | 27  | 44  | 45,38   | -    |
| Tony Book                     | Inghilterra | 29 novembre 1989  | 5 dicembre 1989   | 3   | 0   | 0   | 3   | &0,00   | -    |
| Howard Kendall                | Inghilterra | 6 dicembre 1989   | 5 novembre 1990   | 38  | 13  | 18  | 7   | 34,21   | -    |
| Peter Reid                    | Inghilterra | 11 novembre 1990  | 26 agosto 1993    | 136 | 59  | 31  | 46  | 43,38   | -    |
| Tony Book                     | Inghilterra | 27 agosto 1993    | 27 agosto 1993    | 1   | 0   | 1   | 0   | &0,00   | -    |
| Tony Book                     | Inghilterra | Totale            | Totale            | 281 | 116 | 79  | 86  | 41,28   |      |
| Brian Horton                  | Inghilterra | 28 agosto 1993    | 16 maggio 1995    | 96  | 29  | 33  | 34  | 30,21   | -    |
| Alan Ball                     | Inghilterra | 30 giugno 1995    | 26 agosto 1996    | 49  | 13  | 14  | 22  | 26,53   | -    |
| Asa Hartford                  | Scozia      | 26 agosto 1996    | 7 ottobre 1996    | 8   | 3   | 0   | 5   | 37,50   | -    |
| Steve Coppell                 | Inghilterra | 7 ottobre 1996    | 8 novembre 1996   | 6   | 2   | 1   | 3   | 33,33   | -    |
| Phil Neal                     | Inghilterra | 9 novembre 1996   | 28 dicembre 1996  | 10  | 2   | 1   | 7   | 20,00   | -    |
| Frank Clark                   | Inghilterra | 29 dicembre 1996  | 17 febbraio 1998  | 59  | 20  | 17  | 22  | 33,90   | -    |
| Joe Royle                     | Inghilterra | 18 febbraio 1998  | 21 maggio 2001    | 171 | 74  | 46  | 51  | 43,27   | -    |
| Kevin Keegan                  | Inghilterra | 24 maggio 2001    | 11 marzo 2005     | 176 | 77  | 39  | 60  | 43,75   | -    |
| Stuart Pearce                 | Inghilterra | 21 marzo 2005     | 14 maggio 2007    | 96  | 34  | 19  | 43  | 35,42   | -    |
| Sven-Göran Eriksson           | Svezia      | 6 luglio 2007     | 2 giugno 2008     | 45  | 19  | 11  | 15  | 42,22   | -    |
| Mark Hughes                   | Galles      | 4 giugno 2008     | 19 dicembre 2009  | 77  | 36  | 15  | 26  | 46,75   | -    |
| Roberto Mancini               | Italia      | 19 dicembre 2009  | 13 maggio 2013    | 191 | 113 | 38  | 40  | 59,16   | -    |
| Brian Kidd                    | Inghilterra | 13 maggio 2013    | 14 giugno 2013    | 2   | 1   | 0   | 1   | 50,00   | -    |
| Manuel Pellegrini             | Cile        | 14 giugno 2013    | 30 giugno 2016    | 167 | 100 | 28  | 39  | 59,88   | -    |
| Pep Guardiola                 | Spagna      | 1 luglio 2016     | presente          | 533 | 376 | 77  | 80  | 70,54   | -    |

## Allenatori titolati
| Nome              | Trofei    | Trofei    | Trofei    | Trofei    | Trofei         | Trofei         | Trofei         | Trofei         | Totale |
| Nome              | Nazionali | Nazionali | Nazionali | Nazionali | Internazionali | Internazionali | Internazionali | Internazionali | Totale |
| Nome              | PL        | FACup     | CdL       | CS        | UCL            | SU             | CdC            | CI/CdM         | Totale |
| ----------------- | --------- | --------- | --------- | --------- | -------------- | -------------- | -------------- | -------------- | ------ |
| Pep Guardiola     | 6         | 2         | 4         | 3         | 1              | 1              | 0              | 1              | 18     |
| Joe Mercer        | 1         | 1         | 1         | 1         | 0              | 0              | 1              | 0              | 5      |
| Manuel Pellegrini | 1         | 0         | 2         | 0         | 0              | 0              | 0              | 0              | 3      |
| Roberto Mancini   | 1         | 1         | 0         | 1         | 0              | 0              | 0              | 0              | 3      |
| Wilf Wild         | 1         | 1         | 0         | 1         | 0              | 0              | 0              | 0              | 3      |
| Les McDowall      | 0         | 1         | 0         | 0         | 0              | 0              | 0              | 0              | 1      |
| Tom Maley         | 0         | 1         | 0         | 0         | 0              | 0              | 0              | 0              | 1      |
| Tony Book         | 0         | 0         | 1         | 0         | 0              | 0              | 0              | 0              | 1      |
| Malcolm Allison   | 0         | 0         | 0         | 1         | 0              | 0              | 0              | 0              | 1      |